# J'épouserai ma cousine
J'épouserai ma cousine est un film muet français de 1909, scénarisé par Léon Numès et Maurice de Marsan.

## Fiche technique
- Titre : J'épouserai ma cousine
- Réalisation : non précisé
- Scénario : Léon Numès et Maurice de Marsan
- Distribution : Pathé
- Format : Muet - Noir et blanc - 1,33:1
- Longueur de pellicule : 185m
- Genre : Comédie
- Date de sortie : 
  - France - 3 décembre 1909

## Distribution
- Louis Blanche
- Frédéric Muffat
- Gabrielle Lange
- Rose Grane